# Eleições estaduais na Bahia em 1986
As eleições estaduais na Bahia em 1986 aconteceram em 15 de novembro como parte das eleições gerais no Distrito Federal, em 23 estados e nos territórios federais do Amapá e Roraima. Foram eleitos o governador Waldir Pires, o vice-governador Nilo Coelho e os senadores Jutahy Magalhães e Ruy Bacelar, além de 39 deputados federais e 63 deputados estaduais.
O triunfo do PMDB ocorreu num contexto onde a Bahia rompeu o ciclo de poder exercido por Antônio Carlos Magalhães no cenário político local a ponto de não apenas exercer o governo como indicar quais seriam os titulares, receita vigente desde 1970 e que só foi contrariada em 1974, quando o presidente Ernesto Geisel escolheu Roberto Santos como titular do Palácio de Ondina. Há quatro anos o PMDB foi derrotado na eleição para governador por João Durval Carneiro, que foi lançado como candidato após a morte de Clériston Andrade, ocorrida num acidente aéreo em Caatiba, o que levou o carlismo à vitória. Entretanto, tão logo notou o desgaste do Regime Militar de 1964, Magalhães aderiu à Nova República e entrou no PFL, mesmo tendo que conviver com adversários como Carlos Sant'Anna, Roberto Santos e Waldir Pires no ministério do Governo Sarney.
Estimulado pela vitória de Mário Kertesz à prefeitura de Salvador em 1985, o PMDB aproximou-se de antigos carlistas para integrar a chapa liderada por Waldir Pires e recebeu políticos que apoiaram João Durval Carneiro em 1982: Nilo Coelho foi escolhido vice-governador e para concorrer na eleição de senador foram escolhidos Rui Bacelar e Jutahy Magalhães. Em sentido inverso, os pefelistas apresentaram como candidato um expoente do antigo MDB, o jurista Josaphat Marinho.
Apoiado por dois terços dos eleitores, o advogado Waldir Pires tornou-se governador após uma carreira política iniciada em 1945, quando entrou na Faculdade de Direito da Universidade Federal da Bahia, onde se formou. Professor da Universidade Católica de Salvador e da Universidade de Brasília, foi secretário de Governo de Régis Pacheco, a quem seguiu no ingresso ao PSD, e delegado federal de Educação por escolha do ministro Antônio Balbino. Eleito deputado estadual em 1954 e deputado federal em 1958, foi derrotado por Lomanto Júnior ao disputar o governo em 1962 e a seguir foi nomeado consultor-geral da República pelo presidente João Goulart. Cassado pelo Ato Institucional Número Um do Regime Militar de 1964, Pires partiu para o exílio no Uruguai e na França, onde lecionou em universidades até voltar ao Brasil em 1970. Em 1979 filiou-se ao MDB e depois ao PMDB, sendo derrotado por Luís Viana Filho na disputa para senador em 1982. Seu último cargo público foi o de Ministro da Previdência Social. Seu mandato como governador teve fim em 14 de maio de 1989, quando renunciou para concorrer a vice-presidente na chapa de Ulysses Guimarães e foi sucedido por Nilo Coelho, político egresso do PDS.

## Resultado da eleição para governador
Conforme o Tribunal Regional Eleitoral, foram apurados 3.995.363 votos nominais (87,74%), 362.677 votos em branco (7,97%) e 195.503 votos nulos (4,29%), resultando no comparecimento de 4.553.543 eleitores.
| Candidatos a governador do estado | Candidatos a vice-governador   | Número | Coligação                                             | Votação   | Percentual |
| --------------------------------- | ------------------------------ | ------ | ----------------------------------------------------- | --------- | ---------- |
| Waldir Pires PMDB                 | Nilo Coelho PMDB               | 15     | A Bahia Vai Mudar (PMDB, PDT, PSC, PCB, PCdoB)        | 2.675.108 | 66,95%     |
| Josaphat Marinho PFL              | José Penedo PFL                | 25     | Aliança Democrática Progressista (PFL, PDS, PTB, PDC) | 1.218.520 | 30,50%     |
| Delma Gama PMB                    | Edivaldo de Oliveira PMB       | 26     | PMB (sem coligação)                                   | 55.895    | 1,40%      |
| Agostinho Barbosa Rocha PH        | Francisco Carneiro Nogueira PH | 19     | PH (sem coligação)                                    | 45.933    | 1,15%      |
| Fontes:                           |                                |        |                                                       |           |            |

## Resultado da eleição para senador
Dados fornecidos pelo Tribunal Superior Eleitoral apontam que os votos válidos atingiram 6.611.730 eleitores (72,60%), com 2.150.999 votos em branco (23,62%) e 344.357 votos nulos (3,78%), somando 9.107.086 sufrágios.
| Candidatos a senador da República | Candidatos a suplente de senador                                   | Número | Coligação                                             | Votação   | Percentual |
| --------------------------------- | ------------------------------------------------------------------ | ------ | ----------------------------------------------------- | --------- | ---------- |
| Ruy Bacelar PMDB                  | Luciano Ribeiro Santos PMDB Adalvo Nunes Dourado PMDB              | 152    | A Bahia vai mudar (PMDB, PDT, PSC, PCB, PCdoB)        | 2.037.848 | 30,82%     |
| Jutahy Magalhães PMDB             | Joir Brasileiro PMDB Ana Tereza Mattos PMDB                        | 151    | A Bahia vai mudar (PMDB, PDT, PSC, PCB, PCdoB)        | 1.885.057 | 28,51%     |
| Lomanto Júnior PFL                | Alaor Coutinho PFL João Eurico Mata PFL                            | 251    | Aliança Democrática Progressista (PFL, PDS, PTB, PDC) | 1.131.626 | 17,11%     |
| Félix Mendonça PDS                | Raimundo Pacheco Sá Barreto PDS Kleber Pacheco de Oliveira PDS     | 111    | Aliança Democrática Progressista (PFL, PDS, PTB, PDC) | 1.020.760 | 15,44%     |
| Geracina Aguiar PT                | Franklin de Carvalho Oliveira Júnior PT Aloísio Nunes Rodrigues PT | 132    | PT (sem coligação)                                    | 212.079   | 3,21%      |
| Roque Aras PT                     | Evandro Araújo Paiva PT -                                          | 131    | PT (sem coligação)                                    | 134.416   | 2,03%      |
| Getúlio Rocha Santana PMB         | Edvaldo João Pereira PMB -                                         | 261    | PMB (sem coligação)                                   | 96.954    | 1,47%      |
| Hélio França Rodrigues PSB        | Aristóteles Gomes Filho PSB José Elísio de Oliveira PSB            | 401    | PSB (sem coligação)                                   | 92.990    | 1,41%      |
| Fontes:                           |                                                                    |        |                                                       |           |            |

## Deputados federais eleitos
São relacionados os candidatos eleitos com informações complementares da Câmara dos Deputados.

Representação eleita
  PMDB: 22
  PFL: 14
  PCdoB: 2
  PCB: 1

| Deputados federais eleitos | Partido | Votação | Percentual | Cidade onde nasceu   | Unidade federativa |
| Luís Eduardo Magalhães     | PFL     | 93.907  |            | Salvador             | Bahia              |
| Jonival Lucas              | PFL     | 91.965  |            | Sapeaçu              | Bahia              |
| Luís Viana Neto            | PMDB    | 62.672  |            | Salvador             | Bahia              |
| Fernando Gomes             | PMDB    | 61.838  |            | Itabuna              | Bahia              |
| França Teixeira            | PMDB    | 61.152  |            | Salvador             | Bahia              |
| Jorge Hage                 | PMDB    | 59.734  |            | Itabuna              | Bahia              |
| Joaci Góes                 | PMDB    | 59.600  |            | Ipirá                | Bahia              |
| Carlos Sant'Anna           | PMDB    | 58.649  |            | Salvador             | Bahia              |
| Raul Ferraz                | PMDB    | 57.916  |            | Vitória da Conquista | Bahia              |
| Jutahy Magalhães Júnior    | PMDB    | 57.394  |            | Salvador             | Bahia              |
| Benito Gama                | PFL     | 55.641  |            | Ituaçu               | Bahia              |
| Francisco Pinto            | PMDB    | 55.086  |            | Feira de Santana     | Bahia              |
| Jorge Viana                | PMDB    | 50.425  |            | Ilhéus               | Bahia              |
| Nestor Duarte              | PMDB    | 49.223  |            | Salvador             | Bahia              |
| Prisco Viana               | PMDB    | 48.965  |            | Caetité              | Bahia              |
| Genebaldo Correia          | PMDB    | 48.362  |            | Santo Amaro          | Bahia              |
| Sérgio Brito               | PFL     | 46.959  |            | Vitória da Conquista | Bahia              |
| João Carlos Bacelar        | PMDB    | 46.654  |            | Entre Rios           | Bahia              |
| Domingos Leonelli          | PMDB    | 45.847  |            | Salvador             | Bahia              |
| Virgildásio de Senna       | PMDB    | 45.140  |            | Santo Amaro          | Bahia              |
| Uldurico Pinto             | PMDB    | 42.402  |            | Medeiros Neto        | Bahia              |
| Mário Lima                 | PMDB    | 41.847  |            | Glória               | Bahia              |
| Celso Dourado              | PMDB    | 40.822  |            | Irecê                | Bahia              |
| Haroldo Lima               | PCdoB   | 40.494  |            | Caetité              | Bahia              |
| Jairo Azi                  | PFL     | 38.611  |            | Lamarão              | Bahia              |
| Jairo Carneiro             | PFL     | 38.301  |            | Feira de Santana     | Bahia              |
| Marcelo Cordeiro           | PMDB    | 37.682  |            | Salvador             | Bahia              |
| Milton Barbosa             | PMDB    | 36.698  |            | Itaberaba            | Bahia              |
| Fernando Santana           | PCB     | 37.674  |            | Irará                | Bahia              |
| Lídice da Mata             | PCdoB   | 36.466  |            | Cachoeira            | Bahia              |
| Abigail Feitosa            | PMDB    | 34.838  |            | Tauá                 | Ceará              |
| Eraldo Tinoco              | PFL     | 32.170  |            | Ipiaú                | Bahia              |
| Francisco Benjamin         | PFL     | 30.423  |            | Aracaju              | Sergipe            |
| Manoel Castro              | PFL     | 29.835  |            | Salvador             | Bahia              |
| Ângelo Magalhães           | PFL     | 28.312  |            | Salvador             | Bahia              |
| José Lourenço              | PFL     | 28.610  |            | Porto                | Portugal           |
| João Alves                 | PFL     | 28.532  |            | Maceió               | Alagoas            |
| Leur Lomanto               | PFL     | 28.041  |            | Jequié               | Bahia              |
| Waldeck Ornelas            | PFL     | 27.652  |            | Ipiaú                | Bahia              |
| Fontes:                    |         |         |            |                      |                    |

## Deputados estaduais eleitos
Estavam em jogo 63 vagas na Assembleia Legislativa da Bahia.

Representação eleita
  PMDB: 34
  PFL: 22
  PTB: 3
  PDT: 2
  PCdoB: 1
  PT: 1

Fonteː
| Número  | Deputados estaduais eleitos         | Partido | Votação | Percentual | Cidade onde nasceu      | Unidade federativa |
| 15111   | Marcos Medrado                      | PMDB    | 55.435  |            | Salvador                | Bahia              |
| 15134   | Luiz Pedro Rodrigues Irujo          | PMDB    | 54.615  |            | São Paulo               | São Paulo          |
| 15218   | Cristóvão Ferreira                  | PMDB    | 44.478  |            | Salvador                | Bahia              |
| 15952   | Coriolano Sales                     | PMDB    | 44.367  |            | Santa Teresinha         | Bahia              |
| 15951   | Luiz da Costa Leal                  | PMDB    | 30.248  |            | Salvador                | Bahia              |
| 15408   | Colbert Martins                     | PMDB    | 28.349  |            | Feira de Santana        | Bahia              |
| 15183   | Raimundo Humberto Caires Araújo     | PMDB    | 27.552  |            | Dom Basílio             | Bahia              |
| 25877   | Luís Lago Cabral                    | PFL     | 27.545  |            | Salvador                | Bahia              |
| 15617   | Gastão Otávio Lacerda Pedreira      | PMDB    | 26.387  |            | Salvador                | Bahia              |
| 15930   | José Galdino de Aragão Leite        | PMDB    | 26.042  |            | Aracaju                 | Sergipe            |
| 15363   | João Lyrio                          | PMDB    | 25.632  |            | Itapé                   | Bahia              |
| 25321   | Eujácio Simões Filho                | PFL     | 25.485  |            | Itororó                 | Bahia              |
| 14856   | Otto Alencar                        | PTB     | 25.179  |            | Ruy Barbosa             | Bahia              |
| 25471   | Antônio Menezes Filho               | PFL     | 24.036  |            | Itabuna                 | Bahia              |
| 15839   | Fernando Mário Pires Daltro         | PMDB    | 23.672  |            | Jacobina                | Bahia              |
| 15685   | Luiz Umberto Ferraz Pinheiro        | PMDB    | 23.550  |            | Tremedal                | Bahia              |
| 15219   | Antônio Honorato de Castro Neto     | PMDB    | 23.506  |            | Salvador                | Bahia              |
| 15607   | Ewerton Souza de Almeida            | PMDB    | 23.047  |            | Ipiaú                   | Bahia              |
| 15170   | Filadelfo Pinto Meireles Neto       | PMDB    | 22.923  |            | Entre Rios              | Bahia              |
| 14104   | Miguel Abrão Fahiel Filho           | PTB     | 22.308  |            | Senhor do Bonfim        | Bahia              |
| 25573   | Osvaldo José de Souza               | PFL     | 21.550  |            | Itiruçu                 | Bahia              |
| 25190   | Horácio Matos Neto                  | PFL     | 21.533  |            | Piatã                   | Bahia              |
| 25157   | José Rufino Ribeiro Tavares Bisneto | PFL     | 21.399  |            | Candeal                 | Bahia              |
| 12845   | Sebastião Rodrigues Castro          | PDT     | 21.163  |            | Ribeira do Pombal       | Bahia              |
| 15178   | Sergio Gaudenzi                     | PMDB    | 21.076  |            | Salvador                | Bahia              |
| 15613   | Reinaldo Teixeira Braga             | PMDB    | 20.817  |            | Xique-Xique             | Bahia              |
| 25683   | José Alves Rocha                    | PFL     | 20.633  |            | Coribe                  | Bahia              |
| 25812   | César Borges                        | PFL     | 20.381  |            | Salvador                | Bahia              |
| 15171   | Raimundo Sobreira Filho             | PMDB    | 20.022  |            | Várzea Alegre           | Ceará              |
| 15681   | Euvaldo de Araújo Maia              | PMDB    | 19.596  |            | Campo Formoso           | Bahia              |
| 25682   | Fernando Borges Bastos              | PFL     | 19.110  |            | Guanambi                | Bahia              |
| 15808   | Paulo Renato Bastos                 | PMDB    | 19.084  |            | Cambuci                 | Rio de Janeiro     |
| 25306   | José Ronaldo de Carvalho            | PFL     | 19.043  |            | Paripiranga             | Bahia              |
| 25304   | Nobelino Dourado Filho              | PFL     | 18.848  |            | Irecê                   | Bahia              |
| 15152   | Alfredo Henrique Sampaio            | PMDB    | 18.735  |            | Gentio do Ouro          | Bahia              |
| 25779   | Gerson Gomes da Silva               | PFL     | 18.635  |            | Feira de Santana        | Bahia              |
| 15231   | Alcindo da Anunciação               | PMDB    | 18.459  |            | Salvador                | Bahia              |
| 14164   | Paulo Maracajá                      | PTB     | 18.429  |            | Salvador                | Bahia              |
| 15662   | Maurício Cotrim Guimarães           | PMDB    | 18.365  |            | São José do Rio Preto   | São Paulo          |
| 15684   | Jayme Alfredo Lago Mascarenhas      | PMDB    | 18.266  |            | Prado                   | Bahia              |
| 25275   | Luciano José de Santana             | PFL     | 17.783  |            | Camacan                 | Bahia              |
| 15368   | João Almeida dos Santos             | PMDB    | 17.864  |            | Brejões                 | Bahia              |
| 25988   | Jurandy Cunha Oliveira              | PFL     | 17.775  |            | Ipirá                   | Bahia              |
| 15584   | Gerbaldo Avena                      | PMDB    | 17.756  |            | Salvador                | Bahia              |
| 25781   | Carlos Roberto da Cunha             | PFL     | 17.597  |            | Itaparica               | Bahia              |
| 25694   | Eliel da Silva Martins              | PFL     | 17.538  |            | Candeal                 | Bahia              |
| 24286   | Luiz Henrique Sá da Nova            | PCdoB   | 17.511  |            | Macarani                | Bahia              |
| 25868   | Leônidas Rocha Cardoso              | PFL     | 17.464  |            | Vitória da Conquista    | Bahia              |
| 25343   | Edigar Dourado Lima                 | PFL     | 17.321  |            | Morro do Chapéu         | Bahia              |
| 15544   | Ernani de Oliveira Rocha            | PMDB    | 16.599  |            | Teixeira                | Paraíba            |
| 15748   | Pedro Alcântara de Souza            | PMDB    | 16.503  |            | Campo Alegre de Lourdes | Bahia              |
| 25212   | Edval Lopes Lucas                   | PFL     | 16.492  |            | Itajuípe                | Bahia              |
| 25707   | Luciano Simões                      | PFL     | 16.274  |            | Salvador                | Bahia              |
| 15196   | Clodoaldo de Oliveira Campos        | PMDB    | 16.224  |            | Irará                   | Bahia              |
| 15492   | Vandilson Pereira Costa             | PMDB    | 16.201  |            | Guanambi                | Bahia              |
| 15453   | José Amando Sales Mascarenhas       | PMDB    | 16.018  |            | Itaberaba               | Bahia              |
| 15763   | Edson Quinteiro Bastos              | PMDB    | 15.803  |            | Oliveira dos Brejinhos  | Bahia              |
| 15267   | Jayro Nunes Sento Sé                | PMDB    | 15.634  |            | Juazeiro                | Bahia              |
| 25667   | Jayme de Souza Vieira Lima          | PFL     | 15.534  |            | Itabuna                 | Bahia              |
| 15659   | Manoel dos Passos Galvão Filho      | PMDB    | 15.155  |            | Itabuna                 | Bahia              |
| 13756   | Manuel Alcides Modesto Coelho       | PT      | 15.059  |            | Remanso                 | Bahia              |
| 25677   | Carlos Alberto Moreira Simões       | PFL     | 14.901  |            | Jequié                  | Bahia              |
| 12205   | José Ramos Neto                     | PDT     | 7.346   |            | Valente                 | Bahia              |
| Fontes: |                                     |         |         |            |                         |                    |

## Eleições municipais
Com a cassação da prefeita de Tanquinho, Josenilda Paim Pereira, foi realizada uma nova eleição e em seu lugar foi eleito o pecuarista Jovino Tavares, do PFL.